# Guillaume Blot
Guillaume Blot (Saint-Malo, 28 marzo 1985) è un ex ciclista su strada francese.

## Palmarès

### Strada
- 2003 (Juniores, due vittorie)

3ª tappa Trophée Centre Morbihan (Colpo > Réguiny)
Classifica generale Trophée Centre Morbihan
- 2008 (USSA Pavilly Barentin, una vittoria)

2ª tappa Ronde de l'Oise (Robécourt > Thourotte)
- 2011 (Bretagne Schuller, due vittorie)

3ª tappa Tour de Normandie (Forges-les-Eaux > Grand-Couronne)
Grand Prix de Fourmies

#### Altri successi
- 2007 (USSA Pavilly Barentin)

Classifica scalatori Tour du Haut-Anjou

## Piazzamenti

### Grandi Giri
- Giro d'Italia

2010: ritirato (15ª tappa)

### Classiche monumento
- Parigi-Roubaix

2009: ritirato
2010: fuori tempo massimo
2012: ritirato